# Communauté de communes Creuse Grand Sud
Die Communauté de communes Creuse Grand Sud ist ein französischer Gemeindeverband mit der Rechtsform einer Communauté de communes im Département Creuse in der Region Nouvelle-Aquitaine. Sie wurde am 20. Dezember 2013 gegründet und umfasst 26 Gemeinden. Der Verwaltungssitz befindet sich im Ort Aubusson.

## Mitgliedsgemeinden
| Gemeinde                                | Einwohner 1. Januar 2022 | Fläche km² | Dichte Einw./km² | Code INSEE | Postleitzahl |
| --------------------------------------- | ------------------------ | ---------- | ---------------- | ---------- | ------------ |
| Alleyrat                                | 141                      | 9,54       | 15               | 23003      | 23200        |
| Aubusson                                | 3.036                    | 19,21      | 158              | 23008      | 23200        |
| Blessac                                 | 532                      | 17,75      | 30               | 23024      | 23200        |
| Croze                                   | 187                      | 22,16      | 8                | 23071      | 23500        |
| Faux-la-Montagne                        | 448                      | 47,89      | 9                | 23077      | 23340        |
| Felletin                                | 1.552                    | 13,74      | 113              | 23079      | 23500        |
| Gentioux-Pigerolles                     | 371                      | 79,29      | 5                | 23090      | 23340        |
| Gioux                                   | 179                      | 37,42      | 5                | 23091      | 23500        |
| La Nouaille                             | 228                      | 48,12      | 5                | 23144      | 23500        |
| La Villedieu                            | 51                       | 5,63       | 9                | 23264      | 23340        |
| La Villetelle                           | 166                      | 16,14      | 10               | 23266      | 23260        |
| Moutier-Rozeille                        | 433                      | 19,66      | 22               | 23140      | 23200        |
| Néoux                                   | 279                      | 23,81      | 12               | 23142      | 23200        |
| Saint-Alpinien                          | 290                      | 15,21      | 19               | 23179      | 23200        |
| Saint-Amand                             | 453                      | 8,05       | 56               | 23180      | 23200        |
| Saint-Avit-de-Tardes                    | 163                      | 14,42      | 11               | 23182      | 23200        |
| Saint-Frion                             | 252                      | 18,76      | 13               | 23196      | 23500        |
| Saint-Maixant                           | 233                      | 13,86      | 17               | 23210      | 23200        |
| Saint-Marc-à-Frongier                   | 427                      | 25,45      | 17               | 23211      | 23200        |
| Saint-Marc-à-Loubaud                    | 126                      | 18,42      | 7                | 23212      | 23460        |
| Saint-Pardoux-le-Neuf                   | 196                      | 7,51       | 26               | 23228      | 23200        |
| Saint-Quentin-la-Chabanne               | 368                      | 29,59      | 12               | 23238      | 23500        |
| Saint-Sulpice-les-Champs                | 343                      | 21,70      | 16               | 23246      | 23480        |
| Saint-Yrieix-la-Montagne                | 221                      | 24,04      | 9                | 23249      | 23460        |
| Sainte-Feyre-la-Montagne                | 120                      | 6,84       | 18               | 23194      | 23500        |
| Vallière                                | 714                      | 48,42      | 15               | 23257      | 23120        |
| Communauté de communes Creuse Grand Sud | 11.509                   | 612,63     | 19               | –          | –            |